# 梨衣名
梨衣名（りいな、本名：李 建伊（リー・チェンイ）、1990年3月14日 - ）は、ファッションモデル。中華人民共和国出身の日本育ち。女性誌『CanCam』の元専属モデル。茨城大学工学部知能システム工学科卒。英語名ではLeena Lee（リーナ・リー）

## 来歴
1990年3月14日に山東省の泰安市生まれ。機械設計エンジニアで工学系の大学教授だった父親と小学校教師だった母親のもと9歳までを中国で育ち、父親の日本企業への就職に伴い10歳で来日。以降小学校から高等学校と公立学校に通った。家庭環境の影響で日本語/中国語/英語が堪能で特技は中国武術。
幼い頃、手書きで図面を引いていた父の姿にあこがれて、茨城大学工学部に進学。ロボット工学や人工知能を学んだ。在籍中の18歳のときに『レプロガールズオーディション2008』に出場し、グランプリを獲得すると同時に、100万円の賞金、レプロエンタテインメントとの専属契約ならびに東京ガールズコレクションへの出場権を獲得。『次期新垣結衣』などと謳われた。
2009年から2014年まで女性ファッション雑誌『CanCam』の専属モデルとなる。各種テレビコマーシャルやファッションショーにも登場するようになった。ひと月あたり10本から15本にのぼる写真撮影やランウェイの仕事のために茨城と東京を往復する日々を送っていた。
2016年、『ドラゴンクエストX』第5期初心者大使に就任。
2019年5月、レプロエンタテインメントを退社。
プログラム言語C++を学習しており、ネットで調べた情報を基に自動掃除機を自作した事を「DQⅩTV」2016年2月23日放送分で語っている。

## 出演

### 雑誌
- 『CanCam』（専属：2009年 - 2014年）

### ショー
- 東京ガールズコレクション：2009年春夏[17]、2009年秋冬[18]、第10回[19]、2010年春夏[20]、2010年秋冬[21]、2011年春夏[22]、in 名古屋[23]
- 神戸コレクション：2009年秋冬[24]、2010年春夏[13]、2010年秋冬[25]、2011年春夏[26]、2011年秋冬[27]
- Girls Award：2010[28]、2010年秋冬[29]、by CROOZ blog 2011 SPRING／SUMMER[30]、2011年秋冬[31]
- CanCam

CC Elegance Collection 2009 （2009年11月23日／24日） 共／山田優、徳澤直子、西山茉希、高橋メアリージュン、峰えりか、平山美春、近藤しづか、阪井あゆみ、安座間美優、舞川あいく
CanCam×ViVi SUPER FIT COLLECTION （2009年12月1日） 共／舞川あいく、南條有香、峰えりか、近藤しづか、徳澤直子、高橋メアリージュン、平山美春、安座間美優
スーパーカワイイ COLLECTION 2010 （2010年2月）
Canコレ! （2012年2月26日）
- その他

Campus Queen Collection in Fukuoka 2009 （2009年12月）
FUKUOKA ASIA COLLECTION 2010年春夏 （2010年3月）
第6回アジアビューティーエキスポ （2010年5月）

### 舞台
- ナポリの男たちch特別回『舞台・ナポリの男たち』（2021年7月8日 - 19日、ヒューリックホール東京） - 天野八朗/しゆみ/ハーチェス妹 役
- 冒険者たちのホテル〜ドラゴンクエストXに集いし仲間たち〜（2024年2月7日 - 12日、品川プリンスホテル クラブeX）[35]

### テレビ番組
- 『SHIBUHARA GIRLS』（2011年1月8日 - 4月9日、MTVジャパン） 共／ソンイ[36]
- 『なかよしテレビ』（2008年10月27日、2011年10月20日／11月24日／12月1日、フジテレビ）[37]
- 『ゲーマーズTV 夜遊び三姉妹』（2011年10月7日／14日／21日／28日、日本テレビ）[37]
- 『ハケンOLは見た!』（2010年10月5日 - 2011年6月28日、テレビ東京）[37]
- 『ドスペ2』（2009年3月1日／29日、テレビ朝日）[37]
- 『ダウンタウンのガキの使いやあらへんで!』(2014年8月10日 日本テレビ) - ガキの使いメンバーが都内某所をプライベートの有名人に会うまでひたすら歩き続けるという企画。有名人に会うまでぶらりし続けましょう!代官山編にて
- 『ビートたけしのTVタックル』（2015年2月17日／8月24日／9月14日、テレビ朝日）[37]
- 『芹澤信雄のゴルフアカデミー』（2015年2月 - 、WOWOW）[37]
- 『ネプ&イモトの世界番付』（日本テレビ） - G20 中国代表
- 『MADE IN FICTION』（2015年9月11日 - 、名古屋テレビ） - 主演
- 『タモリ倶楽部』（2015年12月12日／2016年10月22日／2018年1月5日、テレビ朝日） - ゲスト
- 『明石家さんまのコンプレッくすっ杯』（2016年3月18日 - 、テレビ朝日）
- 『指原カイワイズ』（2016年6月2日 、フジテレビ）
- 『ザ・プロファイラー 〜夢と野望の人生〜』「則天武后」（2019年11月14日 NHK BSプレミアム）-  ゲスト
- 『レギュラー番組への道／まなぶんかい!』（2022年2月4日／2月11日 、BSプレミアム）- ゲスト

### テレビドラマ
- 真夜中の百貨店Season2（2016年10月 - 、BSジャパン） - バイヤー 役[38]

### インターネット番組
- WOWOWぷらすと（2013年11月13日 - 、ニコニコ生放送） - ぷらすとガールズ
- ドラゴンクエストX TV（2016年2月23日・3月4日 - 、ニコニコ生放送） - 第5期初心者大使
- ぷらすと by Paravi - ぷらすとガールズ（不定期出演）

### ラジオ番組
- 『オレたちゴチャ・まぜっ!〜集まれヤンヤン〜』（2015年4月18日 - 2016年4月9日、MBSラジオ）

### 音楽PV
- 『Girl』（ユンナ、2009年）[13]
- 『もっともっとキミを教えてよ』（Juliet、2010年）[13]
- 『HEAT feat. RED RICE from 湘南乃風&Ms.OOJA』（NERD HEAD、2011年）[39]

### テレビCM
- 『リーゼ・ヘアリフレッシャー』（花王、2009年6月より）[40]
- 『CanCam』（小学館、2009年8月より） 共／徳澤直子、西山茉希、南條有香、高橋メアリージュン、近藤しづか、木野まこと、峰えりか、舞川あいく、平山美春[40]
- 『洋服の青山「就活スーツ」』（青山商事、2009年より）[13]
- トヨタ・レクサスIS（トヨタ自動車、2021年）[41]
- ANA70周年記念CM（全日本空輸、2022年）[42]

### その他
- 『モテパン』（2012年1月26日発売、グンゼ） ― 下着ブランド『BODY WILD』の企画商品。今井りか、木下ココ、紗羅マリー、福田明子、平山美春、マギー、ソンイ、中村瑠璃奈、大桑マイミとともに、デザインを自ら手掛けた。[43]